# ایگوآنایان
ایگوآنایان (نام علمی: Iguanidae) نام یک تیره از زیرراسته ایگوآناسانیان است.